# Mademoiselle Minuit
Pour plus de détails, voir Fiche technique et Distribution.
Mademoiselle Minuit (Mademoiselle Midnight) est un film muet américain réalisé par Robert Z. Leonard, sorti en 1924.

## Synopsis
Renée de Quiros a hérité de sa grand-mère française un goût pour l'aventure. Elle part à la conquête d'un jeune diplomate américain en visite au Mexique. Un hors-la-loi, João, attaque sa maison, tuant son père, puis obtient le consentement de son oncle pour l'épouser. Elle échappe à ses ennemis et se marie à minuit avec l'Américain.

## Fiche technique
- Titre original : Mademoiselle Midnight
- Titre français : Mademoiselle Minuit
- Réalisation : Robert Z. Leonard
- Scénario : John Russell, Carl Harbaugh
- Photographie : Oliver T. Marsh
- Production : Robert Z. Leonard
- Société de production : Tiffany Productions
- Société de distribution : Metro-Goldwyn Distributing Corporation
- Pays d'origine :  États-Unis
- Langue originale : anglais
- Format : Noir et blanc  — 35 mm — 1,33:1 — Film muet
- Genre : Comédie
- Durée : 67 minutes
- Dates de sortie : 
  -  États-Unis : 14 avril 1924
  -  France : 8 mai 1925[1] (Lille)

## Distribution

### Prologue
- Mae Murray : Renée de Gontran
- John St. Polis : Colonel de Gontran
- Paul Weigel: Napoléon III
- Clarissa Selwynne : Eugénie de Montijo
- Earl Schenck : Maximilien Ier
- J. Farrell MacDonald : Duc de Moing

### Histoire
- Mae Murray : Renée de Quiros
- Monte Blue : Owen Burke
- Robert McKim João
- Robert Edeson : Don Pedro de Quiros
- Nick De Ruiz : Don José de Quiros
- Nigel De Brulier : Docteur Sanchez
- Johnny Arthur : Carlos de Quiros
- Otis Harlan : Padre Francisco